# Пхеньянское сражение
Пхеньянское сражение (яп. 平壌作戦, 15 сентября 1894) — второе крупное сухопутное сражение Первой японо-китайской войны, решающая битва её Корейского этапа. После сокрушительного поражения китайские войска приняли решение оставить Корею и обороняться на пограничной реке Ялу.

## Предыстория
После сражения у Сонхвана остатки находившихся в Корее китайских войск, двигаясь долгой дорогой в обход Хансона, к середине августа добрались до Пхеньяна.
В Китае было спешно набрано 56 тысяч новобранцев; одновременно из Южной Маньчжурии в район Пхеньяна двинулись четыре крупных соединения хуайских войск. По пути следования они грабили и жгли корейские деревни; местное население в ужасе бежало от таких «защитников». Подкрепления прибыли в Пхеньян 2 августа 1894 года. 1 сентября Е Чжичао телеграммой от Ли Хунчжана был назначен главнокомандующим над всеми китайскими войсками в Корее, однако командиры пришедших из Маньчжурии соединений выразил своё недовольство этим назначением и подчинялись его распоряжениям крайне неохотно, что ослабляло управление объединённой армией.
Тем временем японская 1-я армия (командир — маршал Ямагата Аритомо), состоявшая из 5-й провинциальной дивизии (формировалась в Хиросиме, командир — генерал-лейтенант Нодзу Митицура) и 3-й провинциальной дивизии (формировалась в Нагое, командир — генерал-лейтенант Кацура Таро), отдохнув в Сеуле после Сонхванского сражения, двинулась на север, на соединение с подкреплениями, высадившимся в Пусане и Вонсане. 15 сентября 1894 года наступавшие с разных направлений японские войска сошлись у Пхеньяна.

## Ход сражения
Утром 15 сентября японские войска начали атаку юго-восточного угла обнесённого стеной Пхеньяна. Китайские войска упорно оборонялись, но обходной манёвр японских войск, неожиданно ударивших с севера в тыл китайской обороне, решил дело в пользу японцев. В 16:30 гарнизон выкинул белый флаг. Однако занять город сразу японцам помешал сильный ливень. Воспользовавшись этой задержкой и наступившей темнотой, китайские войска покинули город и отступили по направлению к городу Анджу, а затем, при приближении преследовавших их японских частей, к городу Ыйчжу на корейско-китайской границе.

## Последствия
После поражения под Пхеньяном китайские войска отступили на север. Предложение Не Шичэна о занятии оборонительных рубежей в районе города Анджу не было принято, Е Чжичао решили оставить Корею и обороняться на пограничной реке Ялуцзян. Отступающие китайские войска бросили в Анджу 4 орудия, и, проходя город Касан, сожгли его при приближении японцев, хотя никакой военной необходимости в этом уже не было.

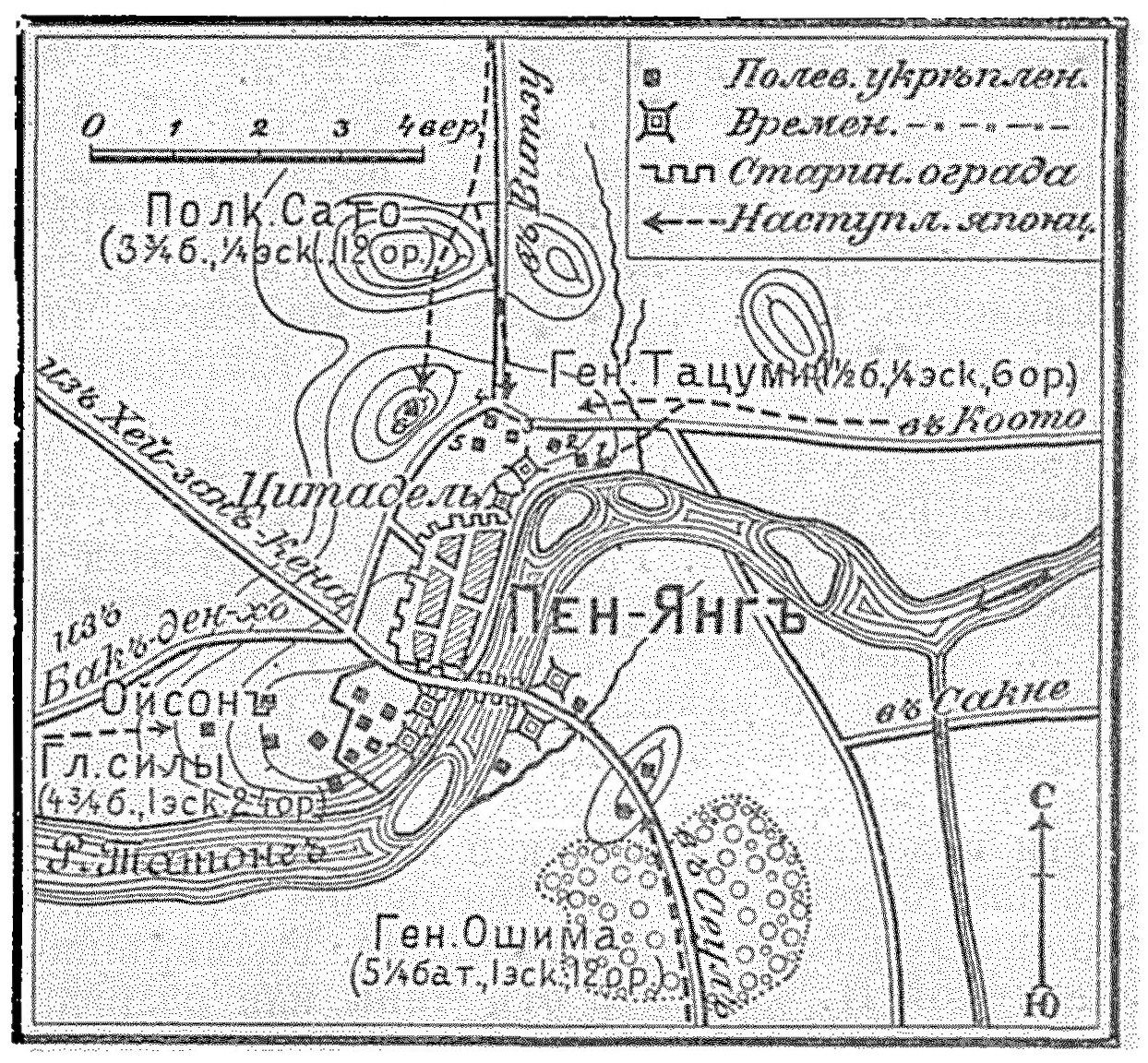
Карта из статьи «Пеньянг»
(«Военная энциклопедия Сытина», 1915)

Вблизи корейской границы войска Е Чжичао встретили десант, высаженный 16 сентября 1894 года Бэйянским флотом в устье реки Ялу. После объединения группировок большая часть цинских войск перешла реку Ялуцзян и приступила к возведению укреплений на китайском берегу. В устье реки Ялуцзян была спешно создана линия обороны и сконцентрировано 24 тысячи солдат Хуайской армии. В Ыйджу остался только немногочисленный гарнизон, покинувший город после непродолжительной перестрелки с японцам, подошедшими к городу 18 октября 1894 года.
Известия о практически одновременном поражении на суше и на море как гром среди ясного неба поразили императорский двор в Пекине и китайскую общественность. За промахи, допущенные в командовании, был смещен со своей должности и отозван из действующей армии генерал Е Чжичао (впоследствии его арестуют, будут судить за поражение и приговорят к смертной казни, замененной в последний момент ссылкой. Е Чжичао умрет в ссылке в 1899 году), были предприняты репрессивные меры и против чинов флота, однако за Дин Жучана вступился Ли Хунчжан, и среди флотских офицеров был арестован и казнен только Фан Боцянь, бежавший с места боя через 2 часа после его начала.
После Пхеньянского сражения маршал Ямагата по причине нездоровья был вынужден оставить пост командующего 1-й армией. Новым командующим 1-й японской армией стал Нодзу Митицура, передав командование 5-й провинциальной дивизией генерал-лейтенанту Оку Ясуката.